# Listen to Your Heart - Unplugged
Listen to Your Heart - Unplugged è il terzo album duo belga D.H.T.. È stato pubblicato solo digitalmente il 30 giugno 2006.

## Il disco
L'album è costituito dalle stesse tracce del loro album Listen to Your Heart, arrangiate in chiave acustica. 
 La versione di Listen to Your Heart presente in questo album è la stessa che chiudeva l'album di debutto, solo qui è la traccia d'apertura dell'album; le successive nove tracce sono arrangiamenti degli altri brani del primo album. L'undicesima ed ultima traccia è What if?, l'unico inedito, che sostituisce Depressed. 
 La versione di My Dream presente nell'album è la stessa pubblicata come singolo il 13 giugno 2004.
Da quest'album è stato tratto un singolo, I Miss You, pubblicato il 31 luglio 2007.

## Tracce
Testi e musiche di Edmée Daenen e Flor Theeuwes, tranne dove indicato.
1. Listen to Your Heart (Edmée's Unplugged Vocal Edit) (Per Gessle, Mats Persson) (Roxette cover) – 3:48
2. I Go Crazy (Original Mix) (Paul Davis) – 3:44
3. At Seventeen (Dream Mix) (Janis Ian) – 4:29
4. I Miss You (Ballade Version) – 4:11
5. Someone (Unplugged Mix) – 3:51
6. Driver's Seat (Unplugged Mix) (Paul Roberts) (Sniff 'n' the Tears cover) – 2:51
7. I Can't Be Your Friend (Guitar Session Mix) (Brad Crisler, Rodney Clawson) (Rushlow cover) – 3:03
8. My Dream (Dream Mix) – 3:54
9. Sun (Original Mix) – 3:09
10. Why (Unplugged Mix) – 3:22
11. What if? – 3:36

## Formazione
- Edmée Daenen – voce
- Flor Theeuwes – pianoforte, tastiere, programmazione, cori

Altri musicisti
- Marc Cortens – chitarra
- Karl Stroobants – violino
- Giuseppe D. – programmazione